# 韦斯利
韋斯利是加勒比海島國多米尼克聖安德魯區的一个城鎮，也是該區的首府，位於該島東北海岸，伊甸和倫敦德里庄园之間，海拔高度90米，2001年人口1,756人。